# Al-Sahab
As-Sahab, (arabiska: السحاب, svenska "Molnet", skrivs ibland ut som "Alsahab" eller "al-Sahab") är al-Qaidas gren för propaganda- och massmedieproduktion.

## Produktioner
Produktionerna av al-Sahab är ofta tal och liknande från ledare inom al-Qaida. 2007 hade det till september publicerats åtta videor med Ayman al-Zawahiri som benämnts som en av ledarna inom al-Qaida och minst två med Usama bin Ladin. Filmerna levereras ofta på olika sidor på internet.
al-Sahabs produktioner innehåller såväl kortare propagandavideor som ska visa att upproret mot utländska styrkor lever i Irak och Afghanistan, filmer som talar om omvändelse till Islam  som längre filmer inom dokumentärgenren som Knowledge is For Acting Upon - The Manhattan Raid. Den sistnämnda publicerades i oktober 2006 och handlar om al-Qaida historia, förberedelserna inför attackerna den 11 september 2001 och tal av Usama bin Ladin.

## Adam Gadahn
En av de ansvariga för al-Sahabs produktioner tros vara amerikanen Adam Gadahn (Arabiska: آدم يحيى غدن), mer känd som Azzam al-Amriki (Azzam Amerikanen). Mellan 2004 och 2006 har han varit med i ett antal videor under namnet Azzām al-Amrīki. 2004 sattes han upp på FBI:s lista över efterspanade inom kriget mot terrorismen och sedan 2006 finns han istället på en lista över efterspanade terrorister. 2006 blev han den första amerikanen sedan 1952 att åtalas för landsförräderi.

## Kvalité
För al-Sahab utvecklades nivån på produktionerna avsevärt när Adam Gadahn involverades i organisationen. Idag används modern teknologi inom produktionerna. Inför publiceringen av en video den 11 september 2007 var spekulationerna och diskussionerna stora redan innan videon släppts och medier beskrev det som att al-Sahab lyckads få upp förhandspubliciteten till rena Hollywoodnivåer.
Den videon, liksom flera andra, har både publicerats på arabiska och med engelsk textning. 2006, fem år efter 11 september släpptes hyllningen The Manhattan Raid, en film på 55 minuter vars kvalité var i nivå med de stora TV-bolagens produktionskvalité för tio år sedan. I augusti 2007 visade efterforskningar att al-Sahab eventuellt använder Chroma key, grönskärmsteknologi, för att åstadkomma bakgrundseffekter. De flesta filmer märks med al-Sahabs logotyp, såväl stora produktioner som mindre.